# Egbert Myjer
Bernard Egbert Paul (Egbert) Myjer (Arnhem, 31 juli 1947) was van 1 november 2004 tot 31 oktober 2012 de Nederlandse rechter bij het Europees Hof voor de Rechten van de Mens in Straatsburg. Met de invoering van Protocol 14 bij het Europees Verdrag voor de Rechten van de Mens (per 1 juni 2010) werd zijn termijn verlengd tot 31 oktober 2013. Desondanks vertrok hij reeds op 1 november 2012.

## Opleiding
Myjer bracht zijn jeugd door in Den Haag, waar hij het gymnasium van het Sint-Aloysiuscollege bezocht. Van 1966 tot 1972 studeerde hij rechten aan de Universiteit Utrecht, waar hij zich specialiseerde in strafrecht.

## Carrière
Van 1972 tot 1979 was Myjer wetenschappelijk medewerker strafrecht aan de Universiteit Leiden. In 1979 werd hij aangesteld als co-decaan van de RAIO-opleiding (opleiding voor de rechterlijke macht, thans: Stichting Studiecentrum Rechtspleging) in Zutphen. Daarna was hij rechter (1981) en vicepresident (1986) van de arrondissementsrechtbank in Zutphen. In 1991 stapte hij over naar het Openbaar Ministerie en werd hij advocaat-generaal bij het Gerechtshof Den Haag. In 1996 werd hij plaatsvervangend procureur-generaal (later genoemd: hoofdadvocaat-generaal) bij het Amsterdamse gerechtshof. Hij  bleef dat tot zijn verkiezing bij het Europese Hof. In 2000 werd hij ook bijzonder hoogleraar Mensenrechten aan de Vrije Universiteit. In 2018 werd hij opnieuw gekozen als Commissioner van de International Commission of Jurists (ICJ).
Myjer is voorzitter van onderzoeksjournalistenplatform Investico.

## Onderscheidingen
- Officier in de Orde van Oranje-Nassau (2000), bij bevordering Commandeur in de Orde van Oranje-Nassau (2 oktober 2012)[1]

## Privé
Egbert Myjer is vader van de cabaretier Jochem Myjer.